# Cyrille Diabaté
Cyrille Diabaté é um lutador de MMA e ex-kickboxer francês, atualmente ele compete no Peso Meio Pesado do Ultimate Fighting Championship. Já lutou em eventos como PRIDE Fighting Championships, Palace Fighting Championship, ShoXC, Deep e Cage Rage.

## Carreira no MMA

### PRIDE Fighting Championships e Pré-UFC
Diabaté enfrentou Maurício Shogun no Pride Final Conflict Absolute. Ele perdeu por Nocaute Técnico no primeiro round. A derrota tirou Diabaté do PRIDE.
Sua primeira após o PRIDE foi na Inglaterra pelo Cage Rage. Ele derrotou Ryan Robinson por Finalização e em seguida venceu Jaime Fletcher por Decisão em uma luta sangrenta pelo ShoXC.
Diabaté derrotado Marcus Hicks por Finalização com apenas 89 segundos de luta. Esta foi a quarta consecutiva e foi seguida por uma vitória sobre Rob Smith por Finalização.

### Ultimate Fighting Championships
Cyrille foi um dos treinadores da Equipe Henderson na 9ª temporada do The Ultimate Fighter. Foi anunciado em fevereiro de 2010 que Diabaté tinha assinado um contrato de quatro lutas com o UFC.
Em sua estréia no UFC 114, ele derrotou Luiz Cané por Nocaute Técnico no primeiro round.
Em sua segunda aparição, Diabaté perdeu para Alexander Gustafsson em 16 de outubro de 2010, no UFC 120. Na luta, ele foi dominado pelo suéco de pé o primeiro round inteiro, e no segundo foi finalizado com um mata-leão. Esta foi sua primeira derrota em quatro anos.
Por sua terceira luta no UFC, Diabaté enfrentou Steve Cantwell em 3 de março de 2011, no UFC Live: Sanchez vs. Kampmann. Ele venceu a luta por Decisão Unânime.
Diabaté enfrentou Anthony Perosh em 5 de novembro de 2011, no UFC 138. Ele perdeu a luta por Finalização no segundo round.
Diabaté era esperado para enfrentar Jörgen Kruth em 14 de abril de 2012 no UFC on Fuel TV: Gustafsson vs. Silva. No entanto, Kruth foi forçado a sair da luta com uma lesão e substituído por Tom DeBlass. Ele venceu a luta por Decisão Majoritária. 
Diabaté foi inicialmente ligado a um combate contra Fabio Maldonado em 17 de novembro de 2012 no UFC 154. No entanto, Maldonado foi retirado da luta para enfrentar Glover Teixeira em 13 de outubro de 2012 no UFC 153, substituindo o lesionado Quinton Jackson. Diabaté então enfrentou Chad Griggs no evento. Diabate derrotou Griggs por Finalização no primeiro round. 
Diabaté enfrentou Jimi Manuwa em 16 de fevereiro de 2013 no UFC on Fuel TV: Barão vs. McDonald. Ele se lesionou seu pé no primeiro round, e os médicos não o deixaram continuar após o fim do round.
Diabaté anunciou que sua luta contra Ilir Latifi em 8 de Março de 2014 no UFC Fight Night: Gustafsson vs. Manuwa seria a última luta de sua carreira. Ele perdeu a luta por finalização no primeiro round.

## Carteis nas Artes Marciais

### Cartel no MMA
| Cartel no MMA   |             |             |
| 30 lutas        | 19 vitórias | 10 derrotas |
| Por nocaute     | 8           | 2           |
| Por finalização | 6           | 5           |
| Por decisão     | 5           | 3           |
| Empates         | 1           | 1           |

| Res.    | Cartel  | Oponente             | Método                               | Evento                                 | Data       | Round | Tempo | Local                | Notas                   |
| ------- | ------- | -------------------- | ------------------------------------ | -------------------------------------- | ---------- | ----- | ----- | -------------------- | ----------------------- |
| Derrota | 19-10-1 | Ilir Latifi          | Finalização (guilhotina)             | UFC Fight Night: Gustafsson vs. Manuwa | 08/03/2014 | 1     | 3:02  | Londres              | Anunciou aposentadoria. |
| Derrota | 19-9-1  | Jimi Manuwa          | Nocaute Técnico (lesão)              | UFC on Fuel TV: Barão vs. McDonald     | 16/02/2013 | 1     | 5:00  | Londres              |                         |
| Vitória | 19–8–1  | Chad Griggs          | Finalização (mata leão)              | UFC 154: St. Pierre vs. Condit         | 17/11/2012 | 1     | 2:24  | Montreal, Quebec     |                         |
| Vitória | 18–8–1  | Tom DeBlass          | Decisão (majoritária)                | UFC on Fuel TV: Gustafsson vs. Silva   | 14/04/2012 | 3     | 5:00  | Stockholm            |                         |
| Derrota | 17–8–1  | Anthony Perosh       | Finalização (mata leão)              | UFC 138: Leben vs. Muñoz               | 05/11/2011 | 2     | 3:09  | Birmingham           |                         |
| Vitória | 17–7–1  | Steve Cantwell       | Decisão (unânime)                    | UFC Live: Sanchez vs. Kampmann         | 03/03/2011 | 3     | 5:00  | Louisville, Kentucky |                         |
| Derrota | 16–7–1  | Alexander Gustafsson | Finalização (mata leão)              | UFC 120: Bisping vs. Akiyama           | 16/10/2010 | 2     | 2:41  | London               |                         |
| Vitória | 16–6–1  | Luiz Cané            | Nocaute Técnico (socos)              | UFC 114: Rampage vs. Evans             | 29/05/2010 | 1     | 2:13  | Las Vegas, Nevada    |                         |
| Vitória | 15–6–1  | Rob Smith            | Finalização (mata leão)              | TPF 2: Brawl in the Hall               | 03/12/2009 | 1     | 1:47  | Leemore, California  |                         |
| Vitória | 14–6–1  | Marcus Hicks         | Finalização (chave de braço)         | AMMA 1: First Blood                    | 24/10/2009 | 1     | 1:29  | Edmonton, Alberta    |                         |
| Vitória | 13–6–1  | Lodune Sincaid       | Nocaute Técnico (interrupção médica) | PFC 12: High Stakes                    | 22/01/2009 | 2     | 1:15  | Lemoore, California  |                         |
| Vitória | 12–6–1  | Jaime Fletcher       | Decisão (unânime)                    | ShoXC August 15,2008 card              | 15/08/2008 | 3     | 5:00  | Friant, California   |                         |
| Vitória | 11–6–1  | Ryan Robinson        | Finalização (chave de braço)         | Cage Rage 21                           | 21/04/2007 | 1     | 1:15  | London               |                         |
| Derrota | 10–6–1  | Maurício Rua         | Nocaute Técnico (pisões)             | Pride Final Conflict Absolute          | 10/09/2006 | 1     | 5:29  | Saitama              |                         |
| Vitória | 10–5–1  | Yasuhito Namekawa    | Nocaute (joelhada voadora)           | Real Rhythm: 4th Stage                 | 30/07/2006 | 2     | 1:50  | Osaka                |                         |
| Vitória | 9–5–1   | Yasuhito Namekawa    | Nocaute (socos)                      | Deep: 24 Impact                        | 11/04/2006 | 2     | 2:22  | Tokyo                |                         |
| Vitória | 8–5–1   | Takahiro Oba         | Finalização (mata leão)              | Real Rhythm: 3rd Stage                 | 04/03/2006 | 2     | 3:47  | Osaka                |                         |
| Vitória | 7–5–1   | Mu Jin-Na            | Nocaute (chute na cabeça & socos)    | Real Rhythm: 2nd Stage                 | 19/11/2005 | 1     | 1:28  | Osaka                |                         |
| Derrota | 6–5–1   | Fábio Piamonte       | Finalização (triangulo de braço)     | Cage Rage 12: The Real Deal            | 02/07/2005 | 1     | 2:09  | London               |                         |
| Derrota | 6–4–1   | Renato Sobral        | Finalização (guilhotina)             | Cage Rage 9: No Mercy                  | 27/11/2004 | 1     | 3:38  | London               |                         |
| Derrota | 6–3–1   | Arman Gambaryan      | Decisão (unânime)                    | M-1 MFC: Middleweight GP               | 09/10/2004 | 3     | 5:00  | St. Petersburg       |                         |
| Derrota | 6–2–1   | Rodney Glunder       | Decisão (unânime)                    | 2 Hot 2 Handle                         | 22/02/2004 | 2     | 3:00  | Amsterdam            |                         |
| Vitória | 6–1–1   | James Žikić          | Decisão (unânime)                    | EF 1: Genesis                          | 13/07/2003 | 3     | 5:00  | London               |                         |
| Vitória | 5–1–1   | Dave Vader           | Finalização (triangulo)              | 2H2H 6: Simply the Best 6              | 16/03/2003 | 1     | 3:40  | Rotterdam            |                         |
| Vitória | 4–1–1   | Bob Schrijber        | Decisão                              | 2H2H 5: Simply the Best 5              | 13/10/2002 | 2     | 3:00  | Rotterdam            |                         |
| Vitória | 3–1–1   | Matt Frye            | Nocaute (socos)                      | Cage Wars 2                            | 15/05/2002 | 1     | N/A   | London               |                         |
| Derrota | 2–1–1   | Josh Dempsey         | Decisão                              | Cage Wars 1                            | 23/02/2002 | 2     | N/A   | Portsmouth           |                         |
| Empate  | 2–0–1   | Rodney Glunder       | Empate                               | Rings Holland: No Guts, No Glory       | 10/06/2001 | 2     | 5:00  | Amsterdam            |                         |
| Vitória | 2–0     | Andre Juskevicius    | Nocaute (socos)                      | Golden Trophy 2000                     | 18/03/2000 | 1     | 0:49  | Orléans              |                         |
| Vitória | 1–0     | Ryuta Sakurai        | Nocaute Técnico (socos)              | Golden Trophy 1999                     | 20/03/1999 | 2     | N/A   | França               |                         |